# Bouloz

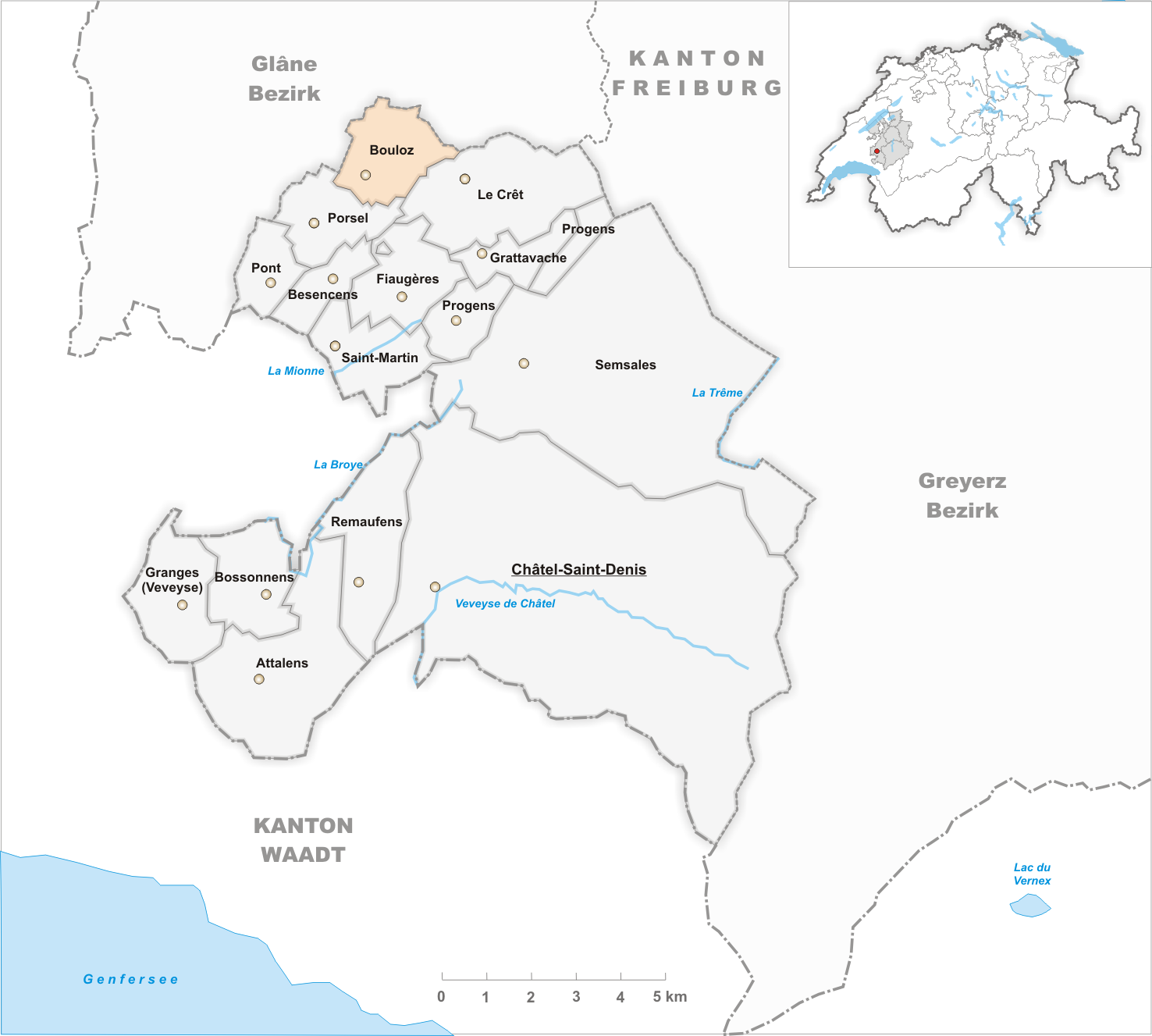
Gemeindestand vor der Fusion am 1. Januar 2004

Bouloz (frz. [bulo]; fpr. [ˈbuːlu]) ist eine Ortschaft und früher selbständige politische Gemeinde im Vivisbachbezirk des Schweizer Kantons Freiburg. Seit 2004 gehört Bouloz zur neuen Gemeinde Le Flon.

## Geographie
Bouloz liegt auf 865 m ü. M., neun Kilometer nördlich des Bezirkshauptortes Châtel-Saint-Denis (Luftlinie). Das Dorf erstreckt sich an aussichtsreicher Lage auf dem Höhenrücken nördlich der Talniederung des Flon, östlich des oberen Broyetals, im Molassehügelland des südwestlichen Freiburger Mittellandes. Die ehemalige Gemeindefläche betrug rund 3,8 km². Das Gebiet reichte von der Talsenke des Flon nordwärts über den Höhenrücken von Bouloz mit den Waldhöhen La Râpe (888 m ü. M.) und La Tossaire (942 m ü. M.) bis in das Quellgebiet der Glâne.

## Bevölkerung
Mit 270 Einwohnern (2002) zählte Bouloz vor der Fusion zu den kleinen Gemeinden des Kantons Freiburg. Seit 1950 (211 Einwohner) ist die Bevölkerungszahl deutlich angestiegen. Zu Bouloz gehören der Weiler Les Grandes-Bruyères (865 m ü. M.) auf dem Höhenrücken westlich an Bouloz anschliessend sowie mehrere Hofsiedlungen und Einzelhöfe.
Einwohnerzahlen: Volkszählungsdaten

## Wirtschaft
Bouloz war bis in die zweite Hälfte des 20. Jahrhunderts ein vorwiegend durch die Landwirtschaft geprägtes Dorf. Noch heute haben die Milchwirtschaft, die Viehzucht und in geringerem Mass der Ackerbau einen wichtigen Stellenwert in der Erwerbsstruktur der Bevölkerung. Weitere Arbeitsplätze sind im lokalen Kleingewerbe und im Dienstleistungssektor vorhanden. In den letzten Jahrzehnten hat sich das Dorf dank seiner attraktiven Lage auch zu einer Wohngemeinde entwickelt. Viele Erwerbstätige sind deshalb Wegpendler, die hauptsächlich in den Regionen Romont, Bulle und Oron arbeiten.

## Verkehr
Das Dorf liegt an der Hauptstrasse von Romont nach Oron-la-Ville. Durch die Buslinie der Transports publics Fribourgeois, die von Romont via Oron-la-Ville nach Palézieux-Gare verkehrt, ist Bouloz an das Netz des öffentlichen Verkehrs angebunden.

## Geschichte
Die erste urkundliche Erwähnung des Ortes erfolgte 1018 als Bedolosci, in der Mitte des 12. Jahrhunderts erscheint der Ortsname in den Formen Bolohc/Boloch/Bolosc/Bolocs/Boolo/Bolos. Er geht möglicherweise auf ein galloromanisches Wort *betullosko ‚Birkenhain‘ zurück.
Zu Beginn des 11. Jahrhunderts überliess König Rudolf III. von Burgund seine Güter in Bouloz der Abtei Saint-Maurice. Ab Mitte des 12. Jahrhunderts übertrugen die Dorfherren ihren Besitz in mehreren Etappen dem neu gegründeten Kloster Haut-Crêt. Auch das Kloster Hauterive hatte Grundbesitz auf dem Gemeindegebiet.
Als Bern 1536 das Waadtland eroberte, kam Bouloz unter die Herrschaft von Freiburg und wurde der Vogtei Rue zugeordnet. Nach dem Zusammenbruch des Ancien Régime (1798) gehörte das Dorf während der Helvetik und der darauf folgenden Zeit zum damaligen Bezirk Rue, bevor es 1848 in den Bezirk Veveyse eingegliedert wurde. Bouloz besitzt keine eigene Kirche, es gehört zur Pfarrei Porsel.
Im Rahmen der vom Kanton Freiburg seit 2000 geförderten Gemeindefusionen votierten die Stimmberechtigten von Bouloz am 10. Juni 2003 mit einer Ja-Mehrheit von 97 % für eine Fusion von ihrer Gemeinde mit Porsel und Pont (Veveyse). Mit Wirkung auf den 1. Januar 2004 entstand deshalb die Gemeinde Le Flon, die nach dem Bach Flon, der alle drei vorherigen Gemeindegebiete durchquert, benannt wurde.